# أليكس جلان
أليكس جلان (بالإنجليزية: Alex Glen)‏ (11 ديسمبر 1878 في المملكة المتحدة - 1966 بغلاسكو في المملكة المتحدة) هو لاعب كرة قدم جنوب أفريقي في مركز مهاجم داخلي. لعب مع توتنهام هوتسبير وغريمسبي تاون ونادي برينتفورد ونادي بورتسموث ونادي ساوثهامبتون ونوتس كاونتي ونادي كلايد.